# التهاب كبيبات الكلى التدريجي السريع
التهاب كبيبات الكلى التدريجي السريع (اختصارًا RPGN) هي متلازمة تحدث في الكلى وتسبب فقدان سريع لوظائف الكلى، (عادة انخفاض بنسبة 50٪ في معدل الترشيح الكبيبي (GFR) في غضون 3 أشهر) مع تشكيل الهلال الكبيبي بدرجة 50٪ على الأقل أو 75٪ تقريبا من الكبيبات التي تظهر في خزعات الكلى. إذا تركت دون علاج، فإنها تتطور بسرعة للتتحول إلى فشل كلوي حاد لتصل إلى الموت في غضون أشهر. في 50٪ من الحالات، يرتبط هذا المرض بمرض أساسي مثل متلازمة Goodpasture، الذئبة الحمامية الجهازية أو الورم الحبيبي مع التهاب الأوعية، الحالات المتبقية تكون مجهولة السبب بغض النظر عن السبب الأساسي، فإن هذا المرض ينطوي على إصابة شديدة في الكبيبات في الكلى، مع احتواء العديد من الكبيبات على أهلة كبيبية مميزة ( ندبات على شكل هلال).

## الأعراض

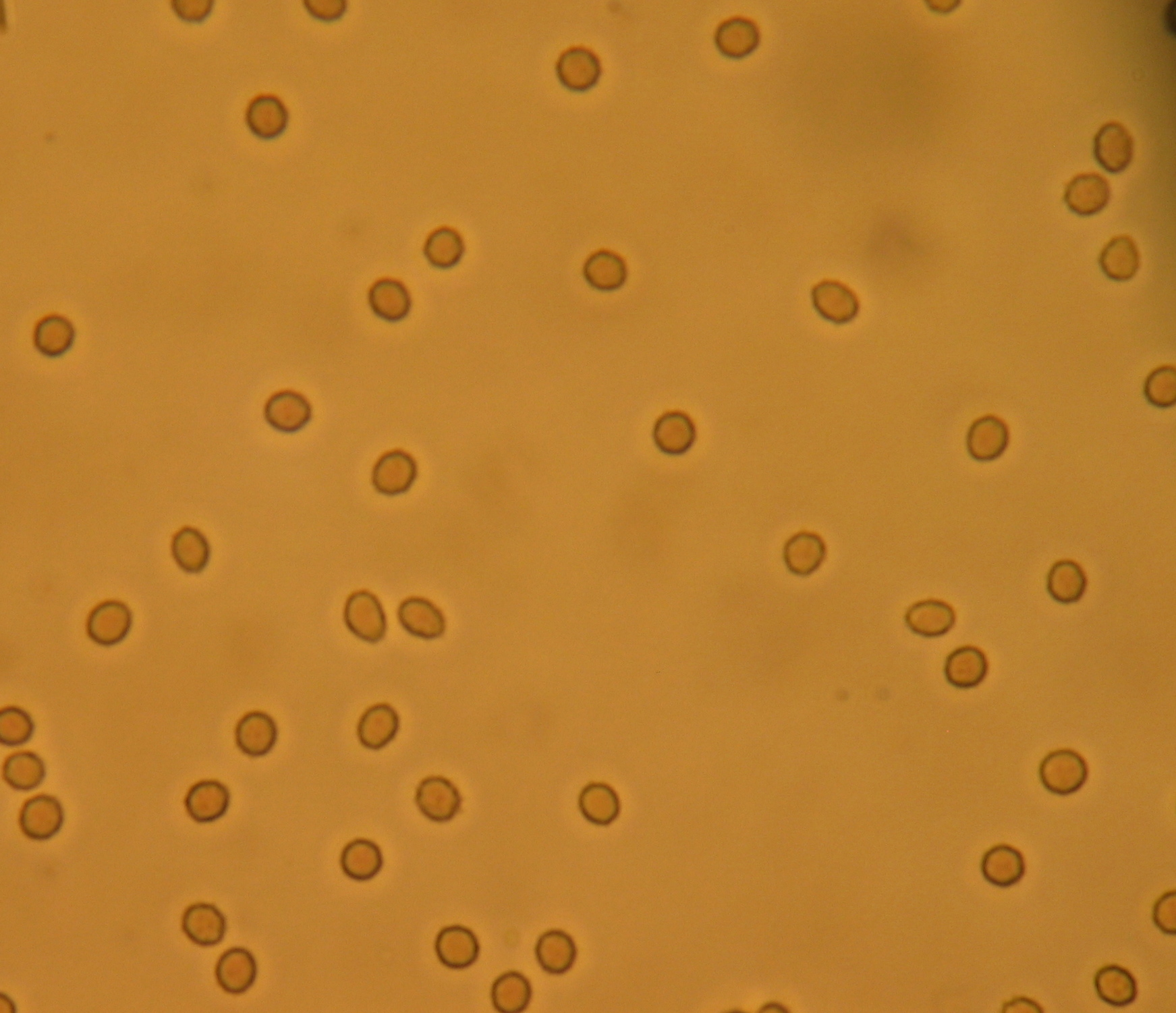
بيلة دموية بصورة مكبرة وهي أبرز أعراض هذا المرض

تتميز معظم أنواع هذا المرض بفقدان شديد وسريع لوظائف الكلى مع بيلة دموية ملحوظة ؛ حيث توجد خلايا الدم الحمراء في البول. و بروتينية تزيد أحيانا ثلاثة غرامات في أربع وعشرين ساعة، بعض المرضى أيضا يمرون بتجربة ارتفاع ضغط الدم ويتميز المرض الشديد بقلة البول أو انقطاع البول، مما ينذر بسوء التشخيص أو تشخيص خاطئ.

## التشخيص
غالبًا ما يساعد تحليل المصل في تشخيص مرض أساسي معين. حيث يشير وجود أجسام مضادة للغشاء القاعدي الكبيبي (أختصاره:GBM) إلى النوع الأول من المرض ؛ وقد تدعم الأجسام المضادة للنواة (إختصارها:ANA) تشخيص الذئبة الحمامية الجهازية والنوع الثاني من المرض؛ الثالث من المرض بشكل مجهول السبب مرتبطان بشكل متكرر بمضادات الأجسام المضادة السيتوبلازمية المضادة للعدلات (ANCA).
يعتبر اختلال وظائف الكلى لدى الفرد المصاب بهذه الحالة لمدة تقل عن ثلاثة أشهر سمة مميزة لـهذا المرض يجب إجراء فحص بالموجات فوق الصوتية للبطن. على الرغم من أن وجود الرواسب في البول عند الفحص يمكن أن يشير إلى التهاب كبيبات الكلى التكاثري، إلا أن العديد من حالات التهاب كبيبات الكلى سريع التقدم تحتاج إلى خزعة كلوية لإجراء التشخيص.

## تصنيف

### النوع الأول
يمثل النوع الأول ما يقرب من 20٪ من حالات هذا المرض المعروف أيضًا باسم التهاب كبيبات الكلى المضاد لـ GBM، ويتميز بوجود الأجسام المضادة الذاتية الموجهة ضد الأجسام المضادة الموجهة ضد النوع الرابع من الكولاجين (على وجه التحديد، المنطقة غير الكولاجينية من سلسلة α 3 ) في الغشاء القاعدي الكبيبي (GBM). وترتبط بعض الحالات مع الأجسام المضادة الموجهة ضد الغشاء القاعدي من الرئة قريب من الحويصلات الهوائية، وتنتج متلازمة غود باستشر . ومع ذلك، فإن غالبية مرض النوع الأول يتميز بالأجسام المضادة لـ GBM وحدها ؛ تعتبر هذه الحالات مجهولة السبب. 

### النوع الثاني
يتميز هذا النوع بترسب المركبات المناعية في الأنسجة الكبيبية، ويمثل النوع الثاني بنسبة 25٪ من الحالات. قد يتطور أي مرض مناعي معقد - بما في ذلك الذئبة الحمامية الجهازية، والتهاب كبيبات الكلى الحاد التكاثري، وفرفرية هينوخ شونلاين، واعتلال الكلية بالجلوبيولين المناعي - الذي يتضمن الكبيبات إلى هذا المرض إذا كان شديدًا بدرجة كافية.

### النوع الثالث
يُعرف أيضًا ب(اسم RPGN قليل المناعة)، ويمثل النوع الثالث 55٪ من الحالات ولا يتميز بترسيب معقد مناعي ولا أجسام مضادة مضادة لـ GBM. بدلاً من ذلك، تتلف الكبيبات بطريقة غير محددة، ربما من خلال تنشيط العدلات استجابةً لـ ANCA. قد يتم عزل النوع الثالث من هذا المرض إلى الكبيبة (الأولية، أو مجهول السبب) أو المرتبطة بمرض جهازي (ثانوي). في معظم الحالات من هذا الأخير، وأمراض جهازية هو ANCA المرتبطة التهاب الأوعية الدموية مثل فرط الورم الحبيبي، التهاب الأوعية المجهري أو الحبيبي اليوزيني مع التهاب الأوعية.

## العلاج والتشخيص
يتكون العلاج من مزيج من ريتوكسيماب، و الكورتيكوستيرويدات، وسيكلوفوسفاميد، مع استبدال الآزاثيوبرين بسيكلوفوسفاميد بعد فترة أولية مدتها تسعون يومًا كخيار آخر. عندما تتحقق الهدأة، لا تزال تستخدم مثبطات المناعة، وعادة ما تكون الكورتيكوستيرويدات مع حقن الآزوثيوبرين أو ريتوكسيماب.

## علم الأوبئة
يبلغ معدل الإصابة بالتهاب كبيبات الكلى سريع التقدم حوالي 3.9 فردًا لكل مليون.